# 上境坪站
上境坪站（：／ Sanggyŏngp'yŏng yŏk */?）曾为朝鲜铁路白茂线上的一个车站，位于兩江道白岩郡榆坪劳动者区，废止时间不明。